# Madonna di Loreto
Madonna di Loreto (Madonna Loretańska, Matka Boska Loretańska, Madonna pielgrzymów) – obraz włoskiego malarza barokowego Caravaggia. Dzieło nowatorskie pod względem ikonograficznym i jeden z najbardziej znanych obrazów autora, które powstały w tzw. okresie rzymskim. Odznacza się harmonią, którą podkreśla i uwydatnia perfekcyjne użycie światłocienia.

## Opis obrazu
Obraz powstał w latach 1604–1605 dla kaplicy Cavalletti w kościele w Sant’Agostino położonym obok Placu Navona w Rzymie, został ufundowany przez jednego ze spadkobierców zmarłego w 1603 Ermete Cavalletti, rzymskiego notariusza i pracownika Kamery Apostolskiej.
Dzieło przedstawia parę pielgrzymów składających hołd Madonnie z Dzieciątkiem. Postać Madonny jest wyidealizowana i przypomina klasyczną rzeźbę, jej twarz jest delikatna i idealnie szlachetna. Maria odziana w powłóczystą szatę, z troską i miłością pochyla się w stronę pątników. Trzymane w ramionach dziecko jest już duże i świadomie patrzy w stronę gości, na jego twarzy maluje się zaciekawienie połączone z obawą.
Madonna z Dzieciątkiem przedstawiona jest realistyczne i zmysłowo, odkryta szyja Marii i nagie, delikatne ciało jej dziecka podkreślają cielesną witalność postaci. Jedynym znakiem świadczącym o świętości Matki Boskiej jest delikatny nimb nad jej głową.
Para pielgrzymów przedstawiona została naturalistycznie, prości i biedni ludzie, odziani w brudne i zniszczone szaty, klęczą u stóp Madonny, którą oddziela od pątników zaledwie jeden schodek. Ich twarze, ukazane z boku, wyrażają wzruszenie i uwielbienie, twarze i ręce mają zniszczone i poorane zmarszczkami.
Do postaci Marii pozowała kobieta lekkich obyczajów z Piazza Nova, o imieniu Lena, która była utrzymanką notariusza rzymskiego Mariano Pasqualone. Kobieta była przyczyną kłótni, w wyniku której Caravaggio zranił przeciwnika i opuścił Rzym, chroniąc się w Genui u księcia Marzo Colonny. Prace nad obrazem zostały przerwane i dopiero po wycofaniu oskarżeń przez Pasqualone, malarz powrócił do Rzymu i ukończył dzieło. Obraz Caravaggia wywołał oburzenie, malarzowi zarzucano niestosowność, wytykano brudne nogi pątników i postrzępiony czepek kobiety, raziło akcentowanie pobożności ludzi prostych i ubogich. Baglioni zarzucił mu naruszenie zasad decorum i dignitas (stosowności i dostojeństwa), na które kładł nacisk Sobór trydencki. Ostatecznie obraz pozostał w kaplicy.